# Beata Stasińska
Beata Stasińska, née en 1960 à Varsovie est une éditrice polonaise.

## Biographie
Beata Stasińska fait des études de lettres à l'Université de Varsovie avant d'être la secrétaire de l'écrivain Igor Newerly dans les années 1982-1986, tout en participant à la rédaction du journal clandestin Wola.
De 1987 à 1989 elle travaille au département des manuscrits du musée Adam Mickiewicz de Varsovie. Elle est ensuite salariée des éditions Pomost.
De 1991 à 1991, elle est responsable du supplément "Livres" du quotidien Życie Warszawy
En 1991, elle est une des fondatrices avec Adam Widmański et Wojciech Kuhn de la maison d'édition Wydawnictwo W.A.B..
Elle en fait rapidement une des maisons les plus importantes du pays.
Elle y édite notamment des écrivains polonais comme Magdalena Tulli, Wojciech Kuczok, Henryk Grynberg, Jacek Dehnel, Sławomir Shuty, mais aussi des traductions d'auteurs comme  Imre Kertesz, Elfriede Jelinek, Aharon Appelfeld, Viktor Pelevine, Michel Houellebecq, Jean-Marie Gustave Le Clézio ou Michel Faber.
Elle publie également des classiques comme Honoré de Balzac, Stefan Zweig, Vassili Grossman, Samuel Beckett, W.G. Sebald, Colette.
À partir de 2001, elle est en outre chargée de cours à l'université de Varsovie.
En 2011, elle devient, après leur reprise par le groupe EMPiK, présidente des éditions Wydawnictwo W.A.B., dont elle avait été écartée quelques mois plus tôt.

## Distinctions
En 2006 elle est nommée par le président de la République française chevalier de l'Ordre national du Mérite pour sa contribution à la promotion de la littérature française et européenne.
En 2008 elle reçoit la médaille de bronze Gloria Artis du ministère polonais de la Culture. 
L’hebdomadaire Polityka lui attribue en 2008 la première place de son classement pour la promotion de la littérature polonaise.